# Savannah (řeka)
Savannah (anglicky Savannah River) je řeka tvořící hranici států Jižní Karolína a Georgie na jihovýchodě USA. Je 725 km dlouhá. Povodí má rozlohu 27 200 km².

## Průběh toku
Vzniká v Appalačském pohoří soutokem řek Tugaloo a Seneca. Poté protíná planinu Piedmont a Atlantickou nížinu. Ústí zleva do Atlantského oceánu.

## Vodní stav
Zdrojem vody je podzemní voda a dešťové srážky. Vodní stav je nejvyšší na jaře a nejnižší v létě. Průměrný roční průtok vody činí 336 m³/s.

## Využití
Vodní doprava je možná do města Augusta, které leží 356 km od ústí. Využívá se k zisku vodní energie. Poblíž ústí leží přístav Savannah.